# Hugo Dudli
Hugo Dudli (* 17. April 1930 in Weinfelden; † 24. November 2004 in Sissach) war ein Schweizer Komponist, Arrangeur, Chorleiter, Dirigent und Seminarlehrer.

## Leben
Hugo Dudli wuchs in Weinfelden auf. Er arbeitete zuerst zwölf Jahre als Primarlehrer mit musikalischen Aufgaben. Es folgten Diplome in Chorleitung, Orgel und Schulmusik an der Musikakademie Zürich und Studien in Deutsch, Pädagogik, Geschichte und Musikwissenschaft an der Universität Zürich mit Abschluss als Sekundarlehrer. Nebenbei leitete er Kirchenchöre u. a. in Weinfelden und Dübendorf, wo er das Trio Eugster kennenlernte und auch für deren Kirchenkonzerte Arrangements schrieb. Nach seiner Berufung ans Lehrerseminar Luzern engagierte er sich zwanzig Jahre lang als Kirchenmusiker der Pauluskirche Luzern. Nach seinem Wechsel ans Lehrerseminar Liestal als Hauptlehrer für Gesang und Musik (1973) leitete er zwanzig Jahre lang den Lehrergesangverein Baselland.
Bekannt wurde er auch durch seine Auftragswerke der Knabenkantorei Basel, z. B. der Weihnachtlichen Liedkantate oder der Volksliedkantate. Am längsten dauerte die Zusammenarbeit mit der Singgruppe Weinfelden, die er mehr als vierzig Jahre bis zu seinem Tod leitete und mit unzähligen Arrangements bereicherte.

## Werke

### Chor-Arrangements (Auswahl)
- Baselbieterlied 2.0 auf YouTube (2:18, verschiedene Chöre, virtuell zusammengesetzt).
- Kein schöner Land auf YouTube (3:01, Konzert der Knabenkantorei Basel in Kanada).

### Chorsätze
Ordner mit dem Gesamtwerkverzeichnis, Chorsätzen und CDs sind in folgenden öffentlichen Bibliotheken zugänglich:
- Fachstelle Kirchenmusik Kanton Solothurn, Olten (mit Verzeichnis der Chorsätze von Hugo Dudli)
- Fachhochschule Nordwest FHNW, Muttenz
- Kantonsbibliothek Baselland, Liestal
- Musik-Akademie Basel, Vera Oeri-Bibliothek, Basel
- Hochschule Luzern, Musikbibliothek, Luzern
- Pädagogische Hochschule Thurgau, Kreuzlingen
- Schweizerische Nationalbibliothek, Bern

## Diskographie
- Hugo Dudli: Das launische Metronom. Heitere und besinnliche Orchesterwerke. Radio Symphonie-Orchester Pilsen. Dirigent: Reto Parolari. Edition Swiss Music, Winterthur 2006 [CD].
- Singgruppe Weinfelden (Leitung: Hugo Dudli): Volkslieder. Am Flügel Benjamin Engeli. [Mit Text von Hugo Dudli zum Thema Volkslied]. Eigenverlag, Basel 2000 [CD].
- Knabenkantorei Basel: Motetten grosser Meister, Schweizer Volksliedkantate. Bebbi Production, Basel 1992 [CD].

## Radiosendung
- Wohlauf in Gottes schöne Welt. Gedenksendung der SRF Musikwelle vom 27. November 2014 zum zehnten Todestag von Hugo Dudli, moderiert und redigiert von Guido Rüegge.